# ادگارد کاستیلو
ادگارد کاستیلو (انگلیسی: Edgar Castillo؛ زاده ۸ اکتبر ۱۹۸۶) یک بازیکن فوتبال اهل مکزیک است.
وی همچنین در تیم‌های ملی فوتبال ایالات متحده آمریکا مکزیک بازی کرده‌است.